# Берлин капут
Берлин капут је југословенски филм из 1981. године. Режирао га је Мића Милошевић, а сценарио су писали Антоније Исаковић и Мића Милошевић.

## Улоге
| Глумац               | Улога                       |
| -------------------- | --------------------------- |
| Милан Гутовић        | Коста                       |
| Светозар Цветковић   | Марко                       |
| Љиљана Крстић        | Маркова мајка               |
| Никола Симић         | Максим                      |
| Марко Тодоровић      | Поповић                     |
| Предраг Лаковић      | Радивоје Сретеновић         |
| Мирољуб Лешо         | Аврам                       |
| Павле Вуисић         | Обрен Јакшић                |
| Милош Жутић          | Инжењер                     |
| Милан Пузић          | Радован Савић               |
| Боро Стјепановић     | Пролазник                   |
| Душан Јанићијевић    | Павле                       |
| Лепомир Ивковић      | Партизан Митар              |
| Јелица Сретеновић    | Јелица                      |
| Гордана Гаџић        | Милена                      |
| Мирко Буловић        | Митар Рашић                 |
| Радмила Гутеша       | Поповићева супруга          |
| Душан Војновић       | Рањеник                     |
| Ерол Кадић           | Стражар                     |
| Милош Кандић         | Човек у кафани              |
| Љубомир Ћипранић     | Затвореник 1                |
| Божидар Павићевић    | Затвореник 2                |
| Предраг Милинковић   | Човек у кафани              |
| Милутин Јевђенијевић | Црквењак                    |
| Милица Милша         | Девојчица која игра школице |
| Драган Николић       |                             |
| Даница Максимовић    |                             |
| Драгица Новаковић    |                             |
| Звездана Млакар      |                             |
| Иван Јонаш           |                             |
| Александар Тодоровић |                             |
| Велибор Николић      |                             |
| Дарко Ђуретић        |                             |
| Божидар Павловић     |                             |
| Љуба Павловић        |                             |